# Federal Correctional Institution, Texarkana
Die Federal Correctional Institution, Texarkana (FCI Texarkana) ist ein US-amerikanisches Bundesgefängnis in der Nähe der Stadt Texarkana, Texas. Es hat die niedrige Sicherheitsstufe und beherbergt nur Männer (im Schnitt 1.200). Betrieben wird es vom Federal Bureau of Prisons, einer Behörde des  US-Justizministeriums. Das Gefängnis hat auch noch eine Außenstelle für weniger gefährliche Häftlinge (im Schnitt 290).

## Bedeutende Ereignisse
Im Frühjahr 2012 kandidierte Keith Judd, ein Häftling, der eine 17-jährige Haftstrafe wegen Erpressung absaß, als Kandidat für die Präsidentenwahlen 2012. Er wurde in ein Register in West Virginia bei der Demokratischen Partei eingetragen. Am 8. Mai gewann er 41 % der Parteimitglieder in West Virginia – Gegenkandidat war Barack Obama gewesen.
2016 verstarb Louis „Lou“ Jay Pearlman, Geschäftsmann und Musikmanager im Gefängnis. Der ehemalige Manager der Boy-Bands Backstreet Boys und *NSYNC saß dort eine langjährige Haftstrafe wegen Betrugs ab.

## Berühmte Häftlinge
| Name des Häftlings | Nummer    | Status                                                  | Details                                                                                   |
| ------------------ | --------- | ------------------------------------------------------- | ----------------------------------------------------------------------------------------- |
| Billy Cannon       | 01727-095 | 1986 nach drei Jahren Haft entlassen.                   | Bekannter Footballspieler, der Falschmünzerei betrieb                                     |
| Carlos Marcello    | 16225-034 | Saß in der FCIT zwischen 1983 und 1989. Entlassen 1989. | Boss der Mafiafamilie von New Orleans.                                                    |
| Dan Morales        | 28928-180 | 2007 nach 40 Monaten Haft entlassen.                    | Attorney General von Texas (1991–1999), wegen Betruges und Steuerhinterziehung verurteilt |
| Ray Nagin          | 32751-034 | Sitzt bis 2023 eine 10-jährige Haftstrafe ab.           | Bürgermeister von New Orleans (2002–2010). Wegen schwerer Korruption verurteilt.          |